# USS LST-271
O USS LST-271 foi um navio de guerra norte-americano da classe LST que operou durante a Segunda Guerra Mundial.